# Thomas Drage
Thomas Drage (Mosjøen, 20 februari 1992) is een Noorse profvoetballer, spelend bij Falkenbergs FF in de Superettan.

## Carrière
Drage maakte zijn debuut op 17-jarige leeftijd in de hoofdmacht van Tromsø IL. Het seizoen 2011 was zijn doorbraak, waarbij hij zijn team hielp met 11 assist, wat hem achter Strømsgodset IF speler Øyvind Storflor (12 assist) schaarde in de Tippeligaen lijst van meeste assists. Drage werd tevens benoemd tot speler van het seizoen en kreeg daarvoor een Pool-beer van het jaar award uit handen van de Tromsø supporters. Drage werd beloond met een nieuw vierjarig contract bij Tromsø en maakte tevens zijn debuut in de Noorse nationale voetbalploeg.
In augustus 2015 werd Drage vehuurt aan Sogndal Fotball waar hij het seizoen afmaakte. In 2016 tekende hij bij het Zweedse Varbergs BoIS.